# Медзано
Медза̀но (на италиански: Mezzano; на венециански: Međàn, Медян) е село и община в Северна Италия, автономна провинция Тренто, автономен регион Трентино-Южен Тирол. Разположено е на 640 m надморска височина. Населението на общината е 1597 души (към 2018 г.).